# Ben Ames Williams
Ben Ames Williams (Macon, 7 marzo 1889 – Brookline, 4 febbraio 1953) è stato un romanziere statunitense.
Ha scritto centinaia di racconti e oltre 30 romanzi. In Italia è poco noto come scrittore ma sono comparsi numerosi film le cui sceneggiature sono ispirate alle sue trame. Fra i romanzi di maggior successo si possono citare Come Spring (1940), Leave Her to Heaven (1944) House Divided (1947), e The Unconquered (1953). I suoi racconti sono stati pubblicati in molti periodici ma la maggior parte di essi è apparsa in "The Saturday Evening Post".

## Biografia
Williams è nato il 7 marzo 1889 a Macon (Mississippi) da Daniel Webster Williams and Sarah Marshall Ames. Poco dopo la sua nascita la famiglia si spostò a Jackson (Ohio). Poiché suo padre era proprietario ed editore del "Jackson Standard Journal" egli conobbe fin da bambino le attività di scrittura, editing e stampa. Dopo il completamento degli studi lavorò come giornalista alla cronaca locale, anche se la sua vera passione era la narrativa d'appendice a cui lavorava di notte, sperando che un giorno le sue storie sarebbero bastate a mantenere lui, sua moglie Florence Talpey e i suoi figli Roger, Ben, e Penelope.
Le prime pubblicazioni di racconti su rivista comparvero nel 1915, dopodiché la sua notorietà conobbe un graduale crescendo fino alla pubblicazione di un racconto, nel 1917, su "The Saturday Evening Post".  Richard Cary ha sottolineato l'importanza di essere pubblicati nelle pagine di questa importante rivista scrivendo che essere inseriti nel pantheon dei suoi autori costituiva una "garanzia di autoaffermazione e una rivendicazione personale". Una delle storie di Williams del 1926, incentrata sull'indovinello matematico della scimmia e le noci di cocco, fece arrivare al Post 2000 lettere da parte di lettori che chiedevano la soluzione del problema. Nell'arco di 24 anni Williams pubblicò nel Post 135 racconti, 35 storie lunghe a puntate e sette articoli. Ma le sue storie erano richieste anche dagli altri giornali.
Ben Ames Williams morì il 4 febbraio 1953 a Brookline (Massachusetts) per un attacco di cuore durante una gara di curling. Gli sopravvisse fino al 1970 la moglie che pubblicò, a proprie spese, una sua biografia
.

## Racconti e romanzi
La metà degli anni '20 fu l'apice della carriera di Williams nella scrittura dei racconti. Nel 1926 pubblicò ben 21 racconti sul Saturday Evening Post oltre a quelli su altre riviste dello stesso anno. In seguito due fattori contribuirono far calare la richiesta dei suoi racconti: la Grande Depressione e la moda di una narrativa più breve, che penalizzò Williams, spesso prolisso. Si concentrò quindi sulla scrittura di romanzi. Curò e annotò anche il diario di Mary Boykin Chesnut (1823–1886), scritto da una donna sudista durante la guerra civile americana
Anche se non c'è un tema comune nel lavoro di Williams molti dei pezzi che ha scritto per il Post tendono a focalizzarsi sul mondo degli affari. Inoltre molte storie sono ambientate nella campagna del Maine, dove possedeva una casa per l'estate e dove amava passare molto tempo. Nel Maine rurale colloca anche la città immaginaria di Fraternity in cui sono ambientati 125 dei suoi racconti.

### Adattamenti cinematografici
Un numero considerevole dei racconti di Williams fu adattato per il cinema. Si possono citare: The Great Accident (1920) dall'omonimo romanzo uscito a puntate sul Post nel 1919, Amore e mare (1928) basato sul romanzo All the Brothers Were Valiant (1919) (da cui fu ricavato anche I fratelli senza paura del 1953), La provinciale (1936) tratto da Small Town Girl (1935), Venere peccatrice (1946) da The Strange Woman (1941), Femmina folle (1945) dal romanzo Leave Her to Heaven (1944).